# 3009 Coventry
3009 Coventry este un asteroid din centura principală, descoperit pe 22 septembrie 1973 de Nikolai Cernîh.